# 30.ª División (Ejército Popular de la República)
La 30.ª División fue una de las Divisiones del Ejército Popular de la República que se organizaron durante la guerra civil española sobre la base de las Brigadas Mixtas. Estuvo desplegada en los frentes de Aragón y Segre.

## Historial
La unidad fue creada en abril de 1937, en el frente de Aragón, con la militarización de la columna Macià-Companys. Fue puesta al mando del teniente coronel Jesús Pérez Salas. La 30.ª División, que estaba compuesta por las brigadas mixtas 131.ª y 132.ª, cubría el sector que iba desde Martín del Río hasta Herrera de los Navarros.
Durante buena parte de la contienda permaneció en el poco activo frente de Teruel. Algunas de sus unidades llegaron a intervenir en la Ofensiva de Zaragoza, a finales de agosto de 1937. En marzo de 1938, a consecuencia de la ofensiva franquista en todo el Frente de Aragón, la 30.ª División hubo de retirarse. Llegó a estar brevemente integrada en la Agrupación Autónoma del Ebro, en la zona del río Segre. Posteriormente quedó bajo el mando del comandante Nicanor Felipe Martínez, integrada en el XI Cuerpo de Ejército. Llegó a intervenir en la batalla del Segre y en la Campaña de Cataluña, durante la cual no pudo detener el avance enemigo. Junto al resto del Ejército del Este se retiró hacia la frontera francesa. A comienzos de febrero de 1939 sus fuerzas cruzaron la frontera, quedando disuelta.

## Mandos
Comandantes
- teniente coronel Jesús Pérez Salas,[6] desde el 28 de abril de 1937;
- coronel Alberto Arrando Garrido, desde febrero de 1938;[7]
- teniente coronel Francisco Alba Rebullido, desde marzo de 1938;[8]
- comandante de Infantería Nicanor Felipe Martínez,[9] desde el 30 de abril de 1938;
- teniente coronel de milicias Francisco Romero Marín, desde finales de 1938;

Comisarios
- Enrique Canturri Ramonet, de ERC;
- Jaime Girabau,[10] del PSUC;

Jefes de Estado Mayor
- capitán de infantería Martín López Segarra;[11]
- comandante de infantería Antero González Gómez, desde marzo de 1938;
- comandante de infantería Cayo López Martínez, desde el 2 de abril de 1938;

## Orden de batalla
| Fecha              | Cuerpo de Ejército adscrito | Brigadas Mixtas integradas | Frente de batalla |
| ------------------ | --------------------------- | -------------------------- | ----------------- |
| Mayo-junio de 1937 | Ejército del Este           | 131.ª, 132.ª               | Aragón            |
| Diciembre de 1937  | XII Cuerpo de Ejército      | 131.ª, 132.ª, 146.ª        | Aragón            |
| Abril-mayo de 1938 | XI Cuerpo de Ejército       | 131.ª, 146.ª, 153.ª        | Segre             |